# Tư liệu lao động
Trong kinh tế chính trị Marx-Lenin, tư liệu lao động là một vật hay hệ thống những vật làm nhiệm vụ truyền dẫn sự tác động của con người lên đối tượng lao động, nhằm biến đổi đối tượng lao động thành sản phẩm đáp ứng yêu cầu sản xuất của con người. Tư liệu lao động gồm công cụ lao động và phương tiện lao động trong đó công cụ lao động giữ vai trò quyết định đến năng suất lao động và chất lượng sản phẩm. Trình độ của công cụ sản xuất là một tiêu chí biểu hiện trình độ phát triển của nền sản xuất xã hội. Karl Marx cho rằng "Những thời đại kinh tế khác nhau không phải ở chỗ chúng sản xuất ra cái gì, mà là ở chỗ chúng sản xuất bằng cách nào, với những tư liệu lao động nào".